# سیدنی هوکسا
سیدنی هوکسا (به انگلیسی: Sidni Hoxha) (زادهٔ ۶ دسامبر ۱۹۹۱) شناگر اهل آلبانی است.